# Otto Winter-Hjelm
Otto Winter-Hjelm (Christiania, 8 oktober 1837 – aldaar, 3 mei 1931 was een Noors componist, organist, dirigent en muziekcriticus.
Hij werd op de boerderij "Aker" (een verbastering van akker) nabij Oslo geboren binnen het gezin van jurist aan het Hooggerechtshof Claus Winter- Hjelm (1797-1871) en Wilhelmine Johanne Helene von Munthe af Morgenstierne (1810–1858). Hij was broer van redacteur/schrijver Kristian Winter- Hjelm. Otto Winter-Hjelm huwde in augustus 1865 Anna Louise Wilhelmine Pignol (5 juni 1843–14 mei 1910). Uit het huwelijk kwamen meer dan tien kinderen voort. Een van zijn zonen Halfdan Kjerulf Winter-Hjelm vernoemde hij naar zijn leraar Halfdan Kjerulf. Die zoon werd niet ouder dan vijf jaar.
Na zijn middelbare school begon hij in 1855 aan een studie theologie. In diezelfde periode nam hij pianolessen bij Hermann Neupert en Halfdan Kjerulf. Kjerulf adviseerde hem te stoppen met theologie en zich verder te wijden aan muziek. Hij kreeg in 1857 zijn opleiding in Leipzig en later weer in  Oslo bij Carl Arnold. Hij kon door een studiebeurs verder studeren in Berlijn (1861-1863) bij Theodor Kullak (piano) en Richard Würst (compositie). Door deze studie componeerde hij in de stijl van Felix Mendelssohn Bartholdy en Robert Schumann. Hij werd een leidende figuur binnen de Noorse muziekwereld. Hij hief bijvoorbeeld het gebrek aan opleidingsmogelijkheden in Noorwegen op door in 1864 met violist Gudbrand Bøhn een eigen muziekschool te beginnen en twee jaar later met Edvard Grieg een muziekacademie te beginnen. Om dat te ondersteunen bracht hij een aantal educatieve boeken uit. Later werd hij een van de eerste dirigenten van Christiania Musikerforening, de voorloper van het Oslo Filharmoniske Orkester. Hij beïnvloedde de muziek van Edvard Grieg, door de opname van volksmelodietjes in zijn composities.
Hij was organist aan de Trefoldighetskirken in Oslo (1874-1921) en was muziekcriticus bij Aftenposten van 1887 tot 1913.
Enkele werken:
- 1856: Wals
- 1860: Al tijdens zijn studie bij Arnold werkte hij aan pianotrio
- 1861: Ouverture voor orkest
- 1862: Symfonie nr. 1
- 1863: Symfonie nr. 2
- 1870: Ho Åstrid, lied op tekst van Kristofer Janson gezongen door Lucie Wolf op 5 juli 1870; voorafgegaan door een gedicht van Johan Sebastian Welhaven
- 1870: Fjukande skyer
- 1871: 12 Sangstudier med text, uitgegeven door Warmuth Musikforlag
- 1872: Vijftig psalmmelodieën voor piano of harmonium; uitgegeven door Warmuth Musikforlag
- voor 1886:: Til Hans Gude; een werkje voor piano; hommage aan Hans Gude  , uitgegeven door Warmuth Musikforlag in een verzamelband van Noorse pianomuziek
- 1883: Luthercantate voor koor en orkest; op tekst van Lorentz Dietrichson, uitvoering  november 1883
- 1897: Lyset, universiteitscantate op tekst van Bjørnstjerne Bjørnson); uitvoering 3 april 1897

- Bibsys: 90208550
- Bibliothèque nationale de France: cb14821714c (data)
- Gemeinsame Normdatei: 141605952
- International Standard Name Identifier: 0000 0000 8016 0020
- Library of Congress Control Number: n87114204
- MusicBrainz: fb8b96f5-94f9-4df5-b812-dfa12b788b87
- Virtual International Authority File: 54413320
- WorldCat: E39PBJdGGf89p3kyh9p9BQjt8C